# Седерстрём, Густав Улоф
Густав Улоф Седерстрём (швед. Gustaf Olof Cederström, 1845—1933) — шведский художник.

## Биография
Его отец, Карл Эммануил Седерстрём (1804—1892), был морским офицером, а его мать, Терезина (1815—1873), была художницей-любительницей.
Сначала он планировал пойти по стопам своего отца и продолжить военную карьеру.
Слушал лекции в Уппсальском университете, брал уроки живописи в Королевской академии свободных искусств, служил в егерском полку и только в 1866 году, выйдя в отставку с чином поручика, решился посвятить себя живописи, которой до того времени занимался как любитель.
Вначале учился у А. Мальмстрёма и М. Винге в Стокгольме, потом работал в Дюссельдорфе под руководством своего соотечественника Ф. Фагерлина и завершил художественное образование в Париже, в мастерских Бонна и Ж. Месонье, влияние которых сильно отразилось в его технике.
Долго жил и трудился в Париже, сделал оттуда поездку в Италию, где провёл несколько лет во Флоренции и Риме, а затем возвратился на постоянное жительство в Стокгольм. Его первый успех пришёл на выставке Universselle в 1878 году, в том же году он был избран членом Королевской академии художеств. В 1887 году он был профессором в Академии и с 1899 по 1911 год был её директором.
Из картин Седерстрёма, отличающихся обдуманностью композиции, жизненностью изображённых фигур, смелостью и силой колорита, важнейшими считаются: «Morgenstunde hat Gold im Munde» (1871), «Миньона» (1873), «На одре болезни» (1874), «Эпилог» (1876, Стокгольмский национальный музей), «Введение христианства в Швеции св. Ансгарием», «Карл XII и Мазепа после Полтавской битвы» (1879), «Перенесение тела Карла XII через норвежскую границу» (золотая медаль 2-го достоинства на Парижской всемирной выставке 1878 года; Стокгольмский национальный музей) и «Вербовка рекрут при Карле XII».

## Семья
В 1878 женился на Амалии Катарине Джедер. Их дочь, Карола (1878—1954), также стала художницей.

## Галерея
- Перенесение тела Карла XII через норвежскую границу (вариант 1884 г.)
- Триумф под Нарвой (1907—1910)
- Армия спасения (1886)